# Димитрис П. Краниотис
Димитрис П. Краниотис, (* 15. јул 1966) је грчки љекар и песник. Рођен је у граду Стомио Лариса.
Краниотис је студирао медицину у Солуну. Доктор уметности у поезији Међународне уметничке академије (Волос, Грчка), доктор књижевности Светске академије уметности и културе (САД).

## Каријера
Према подацима са његовог сајта студирао је и завршио медицину на Аристотел-универзитету у Солуну. А практикум из патологије је одрадио у Лариси, градом са око 125.000 становника. Према подацима са његових властитих извора, он је вице предсједник једног локалног удружења писаца. Активан је у управи два локална медицинска друштва, а притом и члан пјесничких друштава широм Грчке.

## Радови
Према властитим подацима, Краниотис је издао три књиге. Поједине пјесме су му такође преведене и у друге језике, а неке објављене и преко интернета.
- грч.  (Трагови), 1985. грчки
- грч.  (Глинена лица), 1992. грчки
- грч.  (Фиктивна линија). 2005, Em Lavdakis, Larissa.  978-960-90107-1-9. Пјесме на енглеском, грчком и француском језику[3]

## Одликовања
Краниотис је носилац многих одликовања. Многа од њих су одликовања аматерске организације (Muses Review), комерцијалног друштва (Lutèce), као и локалне организације „Хипократ“. Одликован је и у многим друштвима у којима је и он сам члан.
Тако је, на примјер, 2005. године на сајту Muses Review за награду Muses Prize - Best Poem of Year 2005 написао неколико пјесама.. Са још 12 аутора, Краниотис је основао своје друштво.